# ژوزف آکپالا
ژوزف آکپالا (انگلیسی: Joseph Akpala؛ زادهٔ ۲۴ اوت ۱۹۸۶) بازیکن فوتبال اهل نیجریه است.
از باشگاه‌هایی که در آن بازی کرده‌است می‌توان به باشگاه ورزشی وردر برمن، باشگاه فوتبال کلوب بروژ، باشگاه فوتبال رویال شارلوا، باشگاه فوتبال کاردمیر قره‌بوک‌اسپور، و باشگاه فوتبال اوستنده اشاره کرد.
وی همچنین در تیم‌های ملی فوتبال Nigeria national under-20 football team و نیجریه بازی کرده‌است.